# Le Porc-épic
Pour l'animal, voir Porc-épic.
Le Porc-épic est un "hebdomadaire illustré" puis "pamphlet hebdomadaire", périodique français (Paris, I-II, no 1-40 de avril 1934 - 1935 ; octobre 1938 - 1939) fondé et dirigé par Henry Coston. Il s'agissait d'une revue nationaliste, antisémite et antimaçonnique.

## Historique
D'avril 1934 à 1935, Le Porc-épic est absorbé par La Libre Parole qui prend alors le nom de La Libre parole et le Porc-épic, du même Coston. Enfin, d'octobre 1937 à octobre 1938 il est remplacé par Le Siècle nouveau, “Revue mensuelle publiée par l'Office de propagande nationale″. À sa réapparition, le directeur du journal fut Boisjolin.
Dans son numéro du 11 avril 1934, le journal publie la photographie d'une lettre du député franc-maçon Marc Rucart à un frère où il lui déclare que son mandat de parlementaire et un "outil supplémentaire pour le travail du Grand Œuvre", reproduit par plus de 150 journaux à sa suite. Rucart fait alors partie de la commission d'enquête sur la crise du 6 février 1934.